# Loulou Gasté
Louis "Loulou" Gasté (Paris, 18 de março de 1908 – Rueil-Malmaison, 8 de janeiro de 1995) foi um compositor francês.

## Composições selecionadas
- 1941: Avec son Ukulélé (para Jacques Pills)
- 1941: Le Chant du Gardian (para Tino Rossi)
- 1943: Elle Etait Swing (para Jacques Pills)
- 1943: L’âme au Diable (para Léo Marjane)
- 1943: Sainte-Madeleine (para Léo Marjane)
- 1944: Domingo (para Lucienne Delyle)
- 1945: Le Petit Chaperon Rouge ( for Lisette Jambel)
- 1945: Quand un Cow-boy (para Georges Guétary)
- 1945: Le Rythme Américain (para Lily Fayol)
- 1945: Ce n’était pas Original (para Jacqueline François)
- 1945: Le Porte Bonheur, Chica Chica (para Jacques Hélian)
- 1945: Un Oiseau Chante (para Gisèle Pascal)
- 1945: Luna Park (para Yves Montand)
- 1945: Battling Jo (para Yves Montand)
- 1947: Au Chili (para Jacques Hélian)
- 1958: Mon Coeur au Portugal (gravado por vários artistas)

## Filmografia selecionada
- The Island of Love (1944)
- We Are Not Married (1946)
- The Porter from Maxim's (1953)
- Madelon (1955)
- Burning Fuse (1957)
- Mademoiselle and Her Gang (1957)
- The Indestructible (1959)